# Село Степанчиково и его обитатели
«Село́ Степа́нчиково и его́ обита́тели. Из запи́сок неизве́стного» (дореф. «Село Степанчиково и его обитатели») — повесть Фёдора Михайловича Достоевского, впервые опубликованная в журнале «Отечественные записки» в 1859 году.

## История создания
В лице Фомы Опискина Достоевский хотел изобразить «русского Тартюфа», заглавного персонажа пьесы Мольера. На образ Опискина в значительной мере повлияло знакомство Достоевского с книгой «Выбранные места из переписки с друзьями» Н. В. Гоголя, которого Фёдор Михайлович ругал за неискренность и «паясничество». 
Над повестью «Село Степанчиково и его обитатели» Достоевский работал в течение двух лет; в 1859 году она была напечатана на страницах «Отечественных записок» (том 127-й, ноябрь и декабрь). Уже в 1860 году повесть была, без изменений, издана отдельной книгой.
Начало работы над «Селом Степанчиковом» относится ко времени пребывания Фёдора Михайловича в Сибири; однако он писал это произведение с большим перерывом, во время которого работал над другой повестью — «Дядюшкин сон».
На современников «Село Степанчиково» не произвело большого впечатления. Однако после смерти Достоевского повесть стала очень популярной, а имя Фомы Фомича Опискина сделалось нарицательным.

## Персонажи
- Егор Ильич Ростанев, полковник
- Фома Фомич Опискин, приживала и деспот
- Прасковья Ильинична Ростанева, сестра полковника
- Дети полковника: Илюша и Сашенька
- Сергей Александрович, студент, племянник полковника
- Генеральша Агафья Тимофеевна Крахоткина, мать полковника
- Настенька Ежевикина, гувернантка
- Евграф Ларионыч Ежевикин, отец Настеньки
- Анна Ниловна Перепелицина, наперсница генеральши Крахоткиной
- Павел (Поль) Семёнович Обноскин с мамашей Анфисой Петровной
- Иван Иванович Мизинчиков, троюродный брат Сергея Александровича
- Татьяна Ивановна, дальняя родственница полковника
- Степан Алексеевич Бахчеев, помещик, живущий по соседству
- Фалалей, дворовый мальчик.
- Григорий Видоплясов, лакей полковника. Также сочиняет опусы, которые назвал «Вопли Видоплясова»;
- Гаврила, почётный камердинер полковника.

## Сюжет
Сергей Александрович получает письмо от своего дяди с просьбой приехать в Степанчиково и «как можно скорее жениться на прежней его воспитаннице, дочери одного беднейшего провинциального чиновника, по фамилии Ежевикина». По дороге в Степанчиково он встречает Степана Алексеевича Бахчеева, который описывает ему вкратце последние события в селе и роль в этих событиях Фомы Фомича. Приехав в Степанчиково, Сергей Александрович встречает дядю и пытается выяснить у него, для чего тот пригласил его приехать, но не получает ясного ответа.
Постепенно выясняется, что полковник Ростанев влюблён в Настеньку и хотел бы жениться на ней, но об этих планах известно его матери и Фоме Фомичу, которые пытаются расстроить женитьбу. Фома Фомич устраивает один скандал за другим, требует, чтобы его именины отмечали в один день с именинами сына полковника Илюши. Полковник не выдерживает и пытается откупиться от Фомы Фомича, предлагая ему пятнадцать тысяч рублей серебром, с тем чтобы тот уехал из Степанчикова. Опискин отказывается от денег, грозится уйти из Степанчикова, обвиняя полковника в том, что тот «таинственно сплетал сети», в которые он «попал, как дурак». Полковник жалеет о своём поступке и просит Фому остаться. В ответ Опискин требует, чтобы полковник назвал его «ваше превосходительство», на что полковник, в конце концов, соглашается.
Когда все обитатели Степанчикова собрались отмечать именины Илюши, Фома Фомич обвиняет полковника в «обольщении несчастной девушки» Настеньки Ежевикиной и заявляет, что покидает его дом. Полковник буквально выкидывает Фому из дома и просит у матери благословения на брак с Настенькой. Генеральша отказывает, требуя вернуть в дом Фому Фомича и умоляя Настеньку не выходить замуж за полковника. После этой сцены Настенька отказывается выходить замуж за полковника, поскольку не хочет «через себя раздор поселять в вашем доме».
Фому Фомича возвращают в Степанчиково. Он произносит пламенную речь, итогом которой становится благословение брака полковника Ростанева и Настеньки Ежевикиной.
Сюжет повести во многом напоминает сюжет пьесы Ж.-Б. Мольера «Тартюф». Основные герои Мольера нашли свои воплощения в повести: приживальщик, изображающий из себя святошу, втирается в доверие к герою (Оргон — полковник Егор Ильич Ростанев), который так увлекается мнимыми добродетелями приживальщика, что теряет здравый смысл; пожилая мать героя (Г-жа Пернель — Агафья Тимофеевна Крахоткина), которая тоже без ума от приживальщика; молодая девица (Мариана — Настя) и амурная история, на которую пытается повлиять приживальщик. Есть ненавистник приживальщика, который сохраняет здравый смысл и пытается повлиять на героя, у Мольера это Клеант, у Достоевского — Бахчеев. Есть и счастливый конец. При этом, конечно, есть существенные различия в мотивации героев. Достоевский берет известную сюжетную схему и наполняет её более глубоким смыслом.

### Фома Опискин
Фома Фомич Опискин — ключевая фигура повести Достоевского «Село Степанчиково и его обитатели», хотя его имя и не попало в название произведения, в отличие от пьесы Мольера «Тартюф» со сходным сюжетом. Имя Фомы Опискина сделалось нарицательным для образа фарисея, эксплуатирующего форму «унижение паче гордости». Будучи приживальщиком в доме Егора Ильича Ростанева, Фома Фомич манипулирует окружающими, выступая в роли деспота, от слов которого зависят судьбы всех обитателей дома.
Образ Опискина хотя и напоминает образ главного героя пьесы Мольера «Тартюф», имеет и существенные отличия от него. Очевидны различия в характере и мотивациях действий этих героев. На первый взгляд, всё похоже: Фому Фомича обожают, слушают его бредовые идеи, стараются угодить, а он заправляет всем в доме и решает человеческие судьбы. Однако мотивация Тартюфа прагматична: он бьется за свое место под солнцем, его кормят и поят, а он втирается в доверие всё больше и больше, пытаясь отнять у Оргона дом. Фома Фомич увлечён не этим: он упивается властью, которую даёт ему его положение, и ради неё готов отказаться даже от денег, что и делает, когда полковник предлагает ему пятнадцать тысяч, пытаясь в минуту разумности избавиться от общества обнаглевшего Фомы. Один из героев, Мизинчиков, говорит об этом поступке: «Сомневаюсь, чтоб у Фомы был какой-нибудь расчет. Это человек непрактический; это тоже в своем роде какой-то поэт. Пятнадцать тысяч... гм! Видите ли: он и взял бы деньги, да не устоял перед соблазном погримасничать, порисоваться. Это, я вам скажу, такая кислятина, такая слезливая размазня, и всё это при самом неограниченном самолюбии!». 
Фома Фомич — бывший шут и приживальщик — представляет излюбленный Достоевским образ униженного человека. Униженный человек, осознавший однажды своё ничтожество, ненужность и невостребованность, вынужденный потерять человеческое достоинство, никогда не забывает этой обиды и унижения. И при малейшей возможности отыграть несправедливость судьбы релизует такой шанс. Ему не нужна власть сама по себе — ему нужно чувствовать себя необходимым и важным. Придирки Опискина к полковнику Ростаневу чудовищны. Опискин, якобы пытаясь повлиять на нравственность полковника, произносит оскорбительные слова о «феноменальном сластолюбии мрачного себялюбивого эгоиста», заставляет полковника обратиться к Фоме «Ваше превосходительство», то есть признать его равным генералу (полковник при этом со всем соглашается). Но это не пустые придирки: всё делается под видом попытки исправить «испорченный» характер полковника, это всё — фарисейская забота о полковнике и о его доме, который без этой заботы якобы рухнет. И, конечно, предназначение Фомы не исчерпывается обустройством одного Степанчикова — он смотрит шире. Это выражено словами одного из героев (племянника полковника): «Я знаю, он серьезно уверил дядю, что ему, Фоме, предстоит величайший подвиг, подвиг, для которого он и на свет призван и к совершению которого понуждает его какой-то человек с крыльями, являющийся ему по ночам, или что-то вроде того. Именно: написать одно глубокомысленнейшее сочинение в душеспасительном роде, от которого произойдет всеобщее землетрясение и затрещит вся Россия. И когда уже затрещит вся Россия, то он, Фома, пренебрегая славой, пойдет в монастырь и будет молиться день и ночь в киевских пещерах о счастии отечества».

## Экранизация и театральные постановки
- В 1917 году МХТ представил на суд зрителей спектакль «Село Степанчиково»; в роли Фомы Опискина выступил Иван Михайлович Москвин.
- В 1963 году вышел югославский телевизионный фильм «Два критических дня» режиссёра Савы Мрмака[2].
- В 1965 году вышел итальянский мини-сериал «Хозяин села» / Il padrone del villaggio  режиссёра Эдмо Фенольо[итал.]
- В 1970 году была поставлена новая версия спектакля «Село Степанчиково» во МХАТе имени Горького (в 1973 году был записан для телевидения). Роль Фомы Опискина сыграл Алексей Грибов[3].
- В 1974 году финский режиссёр Эйя-Элина Бергхольм сняла телевизионный фильм «Дурак-помещик» по мотивам повести.
- В 1986 году венгерский режиссёр Шандор Михалифи снял телефильм Село Степанчиково и его обитатели / Sztyepancsikovo falu és lakói
- В 1989 году Лев Цуцульковский поставил телевизионный фильм «Село Степанчиково и его обитатели», со Львом Дуровым в роли Фомы Опискина[4].
- В 1994 году в Театре им. Ермоловой поставлен спектакль «Село Степанчиково», в роли Фомы Опискина — Лев Борисов.
- С 1995 года в Театре имени Моссовета идёт спектакль «Фома Опискин» (в 1999 году был записан для телевидения), главную роль в котором исполнял Сергей Юрский[5].
- В 1996 году в Большом драматическом театре имени Г. А. Товстоногова по повести Достоевского был поставлен спектакль «Возвышенные люди», где роль Фомы Опискина сыграл Евгений Лебедев.
- В 2001 году театр «Фарсы» на базе театра-фестиваля Балтийский дом поставил спектакль «Село Степанчиково и его обитатели» с Сергеем Бызгу в роли Фомы Опискина.
- В 2008 году в драматическом театре имени Б. Е. Захавы (г. Павлоград, Украина) был поставлен спектакль «Село Степанчиково». В роли Фомы Опискина — Александр Гуржий.
- В 2013 году в Малом театре поставлен спектакль «Село Степанчиково и его обитатели» (в 2016 году был записан для телевидения)

с Василием Бочкарёвым в роли Фомы Опискина.  Василий Бочкарев — лауреат премий за лучшую роль (Фомы Опискина) — «Звезда Театрала» — 2014 и Международного театрального фестиваля им. Н. П. Акимова «Виват, Комедия!» — 2015
- В 2016 году в Ростовском театре драмы имени Максима Горького поставлен спектакль «Сумасшедшая любовь в селе Степанчиково» с Сергеем Власовым в роли Фомы Опискина[6].
- В 2018 году в Саратовском Театре юного зрителя поставлен спектакль «Фома Опискин», режиссёр А. Логачёв; в роли Фомы Фомича — Антон Щедрин.
- В 2020 году в Театре Наций поставлен спектакль «Страсти по Фоме», режиссёр Евгений Марчелли, в роли Фомы Фомича – Авангард Леонтьев[7].

## В культуре
В 1986 году была создана известная украинская рок-группа «Вопли Видоплясова» (укр. Воплі Відоплясова; сокращённо «ВВ»), организаторами которой выступили гитарист Юрий Здоренко и басист Александр Пипа, а лидером — вокалист и баянист Олег Скрипка. Название предложил Пипа, который тогда был увлечён чтением произведений Достоевского: именем музыкального коллектива стало словосочетание, которым называл свои опусы охваченный неодолимой тягой к литературному творчеству лакей Григорий Видоплясов, персонаж повести «Село Степанчиково и его обитатели».